# Ezekiel A. Straw
Ezekiel Albert Straw, född 30 december 1819 i Salisbury i New Hampshire, död 23 oktober 1882 i Manchester i New Hampshire, var en amerikansk ingenjör och politiker (republikan). Han var New Hampshires guvernör 1872–1874.
Straw efterträdde 1872 James A. Weston som guvernör och efterträddes 1874 av företrädaren Weston.